# 矢島道弘
矢島 道弘（やじま みちひろ、1937年 - ）は、日本近代文学研究者。
横浜市生れ。1960年早稲田大学卒業。61年同大学国語国文学専攻科修了。1966年、伴悦、島田昭男、荻久保泰幸らと無頼文学会を創設、事務局長となる。横浜市立東高等学校、東横学園女子短期大学を経て関東学院女子短期大学、国士舘大学講師、「かながわの文学を探る会」会長。

## 著書
- 『悪鬼たちの復権 織田作之助・太宰治・坂口安吾・田中英光論』三弥井書店 1979
- 『相反する情念 坂口安吾の世界』近代文芸社 1983
- 『太宰治 法衣の俗人』明治書院 1994
- 『彷徨する酒呑童子 風論・田中英光』三弥井書店 2001
- 『石上玄一郎論 観念の帝王』審美社 2004

### 共編
- 『無頼文学辞典』久保田芳太郎、伴悦、島田昭男共編 東京堂出版 1980
- 『坂口安吾研究講座』全3巻 久保田芳太郎共編 三弥井書店 1984－87
- 『「国文学解釈と鑑賞」別冊　坂口安吾事典』荻久保泰幸,島田昭男共編 至文堂 2001
- 『田中英光事典』越前谷宏,島田昭男,田中励儀,塚越和夫,橋詰静子共編 三弥井書店 2014

## 参考
- [ISBN　978-4-7883-4115-9]